# Колокольня Святого Степаноса
Колокольня св. Степаноса (Армянская колокольня; часовня св. Степаноса) — колокольня XV—XVI века, расположенная в армянском квартале города Каменец-Подольский. Являлась частью не сохранившегося до наших дней армянского собора св. Николая (XV век). Некоторое время в колокольне находилась почитаемая католиками, православными и последователями армянской церкви, легендарная икона икона Армянской Богородицы.

## Предыстория
По разным данным армяне в Каменец-Подольском поселились в XI — XIII веках. [привести цитату] В XVII веке в городе уже насчитывалось 1200 семей армян. Составляя значительную часть населения Каменец-Подольского, и занимая большую часть города, армяне селились в основном в юго-восточной части города; до сих пор в городе имеется квартал, известный среди местных под названием Армянский. В этой части города располагались, помимо административных и коммерческих зданий армянской общины, и главные армянские храмы города.

## История

### Основание
До наших дней дошла колокольня св. Степаноса (XV—XVI в.), некогда пристроенная к армянской церкви св. Николая. Своё название колокольня получила в память о церкви св. Степаноса, существовавшей в Каменце. О сооружении колокольни, в памятной записи церкви говорилось 
Собрались единодушные господа судьи и решили построить одну каменную колокольню для этого храма. И собрался вместе весь народ — большие и малые и начали строить, надеясь на божью помощь, [помогая] кто деньгами, кто самолично, кто лошадьми, кто волами, кто собственной силой и свершили...
Затем в ней же было сказано, что епископ Хачатур подарил «один большой и великолепный колокол…», другой же колокол подарил Григор, продолживший строительство колокольни. Точное время строительства колокольни не известно. Постройка должна была быть завершена до 1565 года, поскольку построивший Григор, сын богатого каменецкого армянина Затика, умер в 1565 году.

### Дальнейшая судьба
В период турецкого владычества наряду с церковью была повреждена и колокольня, колокола которой были похищены. После ухода турок, в город была возвращена икона Армянской Богородицы. Армянские церкви св. Николая и Благовещения находились в разрушенном состоянии, поэтому 22 мая 1700 года икона была установлена в часовне св. Степаноса, наскоро построенной в колокольне церкви св. Николая.
В XIX веке колокольня имела два колокола: меньший 1701 и больший 1722 годов. Во время первой и второй мировых войн колокольня была сильно повреждена. В 1958 году, Комитетом по охране древностей Украинской ССР, колокольня была восстановлена и объявлена памятником, находящимся под защитой государства.
В 1978 году её изучали специалисты из Киева. Исследователям удалось выявить архитектурные элементы аналогичные элементам церкви Всеспасителя (957—962) армянского церковного комплекса Санаине (Армения). По результатам исследований первого этажа колокольни, на восточной и северной стенах и частично на западной выявлены остатки живописи, исполненной в охристых и красных цветах. По характеру и стилевым приемам обнаруженная живопись относится к периоду не позже XVIII века. Работы по восстановлению росписи проводились бригадой художников-реставраторов из Киевской реставрационной мастерской. В 1983 году, планировалось завершение реставрации живописи. В здании колокольни планировалось разместить экспозицию «Армяно-украинские связи». По мнению специалистов, колокольня является одним из наиболее интересных армянских памятников города, в котором удачно соединяются разнообразные архитектурные приемы с высоким уровнем художественного воплощения.

### Современное состояние
В 2005 году, земля на которой располагались развалины храма Св. Николая и колокольня Св. Степаноса, была передана армянской общине города Каменец-Подольский, а городской голова Александр Мазурчак, в присутствии посла Армении на Украине Армена Хачатряна, обещал восстановить армянский храм. В связи с чем на развалинах церкви освятили крестный камень — хачкар.
В 2014 году Украинская православная церковь Киевского патриархата после реставрации официально передала армянам Украины руины храма Св. Николая и колокольню Св. Степаноса.

## Архитектура
Колокольня св. Степаноса, стояла отдельно от церкви св. Николая. Одновременно с церковными нуждами колокольня была предназначена занять важное место в оборонительной системе города — строилась она как настоящая боевая башня. Представляет собой пятиэтажное каменное здание с остроконечной пирамидальной крышей, на четырёх углах которой расположены своего рода маленькие башни. В каждой из башен находится по две бойницы.

## Примечание
1. ↑  Wiki Loves Monuments monuments database — 2023.
2. 1 2 3  А. Дроздовська. Армянская колокольня. Советское Подолье (20 июля 1983). Дата обращения: 28 ноября 2012. Архивировано из оригинала 14 августа 2014 года.
3. 1 2  С. Шкурко. Армянские архитектурные памятники в городе Каменец-Подольске. Историко-филологический журнал № 2 . pp. 233-243. (1968). Дата обращения: 28 ноября 2012. Архивировано 24 января 2013 года.
4. 1 2 3 4 5 6  В. Р. Григорян. «История армянских колоний Украины и Польши» (армяне в Подолии). Ер.: Издательство АН Арм. ССР, стр. 77-92 (1980). Дата обращения: 28 ноября 2012. Архивировано 24 января 2013 года.
5. ↑  Исторические связи и дружба украинского и армянского народов. — Ереван: Изд-во АН Армянской ССР, 1971. — Т. 3. — С. 292—293.
6. 1 2  Надежда Стешенко-Григорьева,. В Каменец-Подольском будет восстановлена армянская церковь. Подробности-ТВ (4 июля 2005). Дата обращения: 28 ноября 2012. Архивировано 6 февраля 2015 года.копия Архивная копия от 8 января 2014 на Wayback Machine
7. ↑  Київський Патріархат передав вірменам України їхню історичну духовну спадщину. Дата обращения: 6 февраля 2015. Архивировано из оригинала 27 октября 2016 года.
8. ↑  Сецинский, Евфимий Иосифович, «Исторические сведения о приходах и церквах Подольской епархии. Т. I. Каменецкий уезд» Архивная копия от 10 ноября 2013 на Wayback Machine (Каменец-Подольск, 1895); стр. 78-89 Архивная копия от 14 августа 2014 на Wayback Machine